# 草海站
草海站位于贵州省毕节市威宁彝族回族苗族自治县海边街道，为内六铁路线上的一个二等客运、货运站。原内昆铁路威宁站选址清水沟，并于大洼塘预留威宁北站。后因草海环保问题，在经过贵州省环保局、国家环保总局和铁道部协商后决定将在原威宁北站位置建设威宁站，为当地主要的客货运输车站，于2002年7月启用。2004年1月为了区别于辽宁省本溪市明山区的威宁站而改为草海站，威宁南站同时更名为清水沟站。

## 停车次数
草海站，每天途径本站有87次列车，停靠则21趟，还有贵阳——草海的来回共4次的始发车次。

## 交通状况
- 毕节——草海
- 六盘水——草海

## 周边景区
- 韭菜坪
- 草海